# Bryan Forbes
Bryan Forbes (CBE, eigentlich John Theobald Clarke; * 22. Juli 1926 in Stratford, London; † 8. Mai 2013 in Virginia Water, Surrey) war ein britischer Filmregisseur, Drehbuchautor und Schauspieler.

## Leben
Forbes begann eine Schauspielausbildung an der Royal Academy of Dramatic Art, die er jedoch nicht beendete. Nach seinem Militärdienst von 1945 bis 1948 spielte er in zahlreichen englischen Filmen Nebenrollen. Nebenbei begann er, Drehbücher zu schreiben. Die erste Verfilmung eines seiner Drehbücher erlebte er 1955. 1959 gründete er gemeinsam mit seinem Freund Richard Attenborough die Filmproduktionsfirma Beaver Films. Sein Regiedebüt gab er 1961 mit dem Film Whistle Down the Wind. Bryan Forbes war seit 1955 in zweiter Ehe mit der Schauspielerin Nanette Newman (* 1934) verheiratet. Roger Moore war ihr Trauzeuge und aus der Ehe sind zwei Töchter hervorgegangen. 2004 wurde er zum Commander of the British Empire ernannt.

## Filmografie

### Schauspieler
- 1949: Experten aus dem Hinterzimmer (The Small Back Room) – Regie: Michael Powell und Emeric Pressburger
- 1952: Sein großer Kampf (Flesh and Fury) – Regie: Joseph Pevney
- 1952: Sturmfahrt nach Alaska (The World in His Arms)
- 1953: Im Schatten des Korsen (Sea Devils)
- 1953: Sein größter Bluff (The Million Pound Note)
- 1954: Ein Inspektor kommt (An Inspector calls) – Regie: Guy Hamilton
- 1955: Eine Frau kommt an Bord (Passage Home)
- 1955: Im Schatten der Zitadelle (The Colditz Story)
- 1956: Das schwarze Zelt (The Black Tent) – Regie: Brian Desmond Hurst
- 1956: Das Baby auf dem Schlachtschiff (The Baby and the Battleship)
- 1956: Wie herrlich, jung zu sein (It’s Great to Be Young!) – Regie: Cyril Frankel
- 1957: Feinde aus dem Nichts (Quatermass II: Enemy from Space)
- 1958: Der Schlüssel (The Key)
- 1959: Feinde von gestern (Yesterday’s Enemy)
- 1960: Zorniges Schweigen (The Angry Silence)
- 1960: Die Herren Einbrecher geben sich die Ehre (The League of Gentlemen)
- 1961: Die Kanonen von Navarone (The Guns of Navarone)
- 1964: Ein Schuß im Dunkeln (A Shot in the Dark)

### Drehbuch und Regie
Drehbuch: D; Regie: R
- 1955: Himmelfahrtskommando (The Cockleshell Heroes) (D)
- 1956: In den Krallen der Gangster (House of Secrets) (D)
- 1958: Ich war Montys Double (I was Monty’s Double) – Regie: John Guillermin (D)
- 1959: Verrat im Camp 127 – Regie: Don Chaffey (D)
- 1960: Die Herren Einbrecher geben sich die Ehre (The League of Gentlemen) (D)
- 1960: Zorniges Schweigen (The Angry Silence) (D)
- 1961: In den Wind gepfiffen, auch: …woher der Wind weht (Whistle Down the Wind) (R)
- 1962: Das indiskrete Zimmer (The L-Shaped Room) (R, D)
- 1961: Lieben kann man nur zu zweit (Only Two Can Play) – Regie: Sidney Gilliat (D)
- 1963: Endstation 13 Sahara (Station Six-Sahara) (D)
- 1964: An einem trüben Nachmittag (Seance on a Wet Afternoon) (R, D)
- 1964: Der Menschen Hörigkeit (Of Human Bondage) – Regie: Ken Hughes (D)
- 1965: Sie nannten ihn King (King Rat) (R, D)
- 1966: Letzte Grüße von Onkel Joe (The Wrong Box) (R)
- 1967: Flüsternde Wände (The Whisperers) (R, D)
- 1968: Die Todesfalle (Deadfall) (R, D)
- 1969: Die Irre von Chaillot (The Madwoman of Chaillot) (R)
- 1970: Ein Mann jagt sich selbst (The Man Who Haunted Himself) (D)
- 1971: Der wütende Mond (The Raging Moon) (R, D)
- 1975: Die Frauen von Stepford (The Stepford Wives) (R)
- 1976: Cinderellas silberner Schuh (The Slipper and the Rose: The Story of Cinderella) (R, D)
- 1978: Alles Glück dieser Erde (International Velvet) (R, D)
- 1980: Agentenpoker (Hopscotch) (D)
- 1980: Sunday Lovers (R)
- 1983: Ein Opa kommt selten allein (Better Late Than Never) (R, D)
- 1984: Das nackte Gesicht (The Naked Face) (R, D)
- 1990: Gezinktes Spiel (The Endless Game) (R, D)
- 1992: Chaplin – Regie: Richard Attenborough (D – gemeinsam mit William Boyd und William Goldman)

## Auszeichnungen

### Festival Internacional de Cine de Donostia-San Sebastián
- 1960: Zulueta Prize (Die Herren Einbrecher geben sich die Ehre)

### British Film Academy Award
- 1961: Bestes britisches Drehbuch (Zorniges Schweigen)
- 1961: Nominierung Bestes britisches Drehbuch (Die Herren Einbrecher geben sich die Ehre)
- 1962: Nominierung Bester Film (…woher der Wind weht)
- 1962: Nominierung Bester britischer Film (…woher der Wind weht)
- 1963: Nominierung Bestes britisches Drehbuch (Lieben kann man nur zu zweit)
- 1965: Nominierung Bestes britisches Drehbuch (An einem trüben Nachmittag)
- 1966: Nominierung United Nations Award (Sie nannten ihn King)
- 2007: Special Award for a career of outstanding achievement in filmmaking.

### Academy Awards
- 1961: Nominierung Bestes Originaldrehbuch (Zorniges Schweigen)

### Internationale Filmfestspiele Berlin
- 1967: Nominierung Goldener Bär (Flüsternde Wände)
- 1967: OCIC Award (Flüsternde Wände)
- 1967: Interfilm Award (Flüsternde Wände)

### Edgar Allan Poe Award
- 1965: Bester ausländischer Film (An einem trüben Nachmittag)
- 1981: Nominierung Bestes Filmdrehbuch (Agentenpoker) mit Brian Garfield